# فيل فراي
فيل فراي (بالإنجليزية: Phil Frye)‏ هو لاعب كرة قدم أمريكية أمريكي، ولد في 20 ديسمبر 1958 في واشنطن العاصمة في الولايات المتحدة.